# IDN
IDN (англ. Internationalized Domain Names — интернационализованные доменные имена) — это доменные имена, которые содержат символы национальных алфавитов, например, президент.рф.
К IDN относятся как адреса с нелатинскими буквами на традиционных доменах верхнего уровня, так и нелатинские домены — домены верхнего уровня, составленные из букв нелатинских алфавитов планеты: кириллица, арабский алфавит и др. («Полные IDN» см. ниже). Однако IDN не ограничивается поддержкой нелатинских письменностей. Следует также учитывать, что латинизированный Интернет опирается на базовую версию латиницы, которая сильно отличается от богатых диакритиками и дополнительными буквами других латинизированных языков мира (среди них, к примеру, выделяется и самый распространённый в качестве родного язык, использующий латиницу — испанский, имеющий особые символы «Ñ»).
IDN домены также существуют в крупных международных доменных зонах, например, .COM, .NET, .TEL, .NAME, .ORG.

## Реализация
Чтобы можно было не менять инфраструктуру DNS, было предложено преобразовывать имена, содержащие символы национальных алфавитов, в слова, состоящие только из допустимых ранее символов ASCII, причём делать это в клиентских приложениях. Таким образом, для поддержки IDN достаточно, чтобы их понимал браузер пользователя. Он должен уметь переводить их в символьную кодировку Punycode, позволяющую представить любые символы Unicode с помощью разрешённого ранее набора символов ASCII. Чтобы в таком представлении IDN нельзя было спутать с обычными доменными именами, они начинаются со специального префикса «xn--», например, «xn--abc.com» — IDN в Punycode-представлении, а «abc.com» — обычное доменное имя. Фактически интернационализированные доменные имена являются псевдонимами для имён начинающихся с «xn--».
Строка «xn--e1afmkfd.xn--80akhbyknj4f» демонстрирует Punycode-представление для реально существующего IDN «пример.испытание»: http://пример.испытание/ Архивировано 5 декабря 2012 года.. В базах DNS-серверов хранится только Punycode-представление, а в браузере можно вводить как то, так и другое. В браузерах, не поддерживающих IDN, удастся использовать только Punycode-представления IDN.
Набор доменных имён на разных языках может производиться с помощью экранной (виртуальной) клавиатуры (операционной системы или интернет-сервиса) или вводом пуникода (можно получить с помощью punycode конвертера).

## История
Изначально система доменных имён и поддерживающая её инфраструктура не были рассчитаны на использование IDN. В именах могли фигурировать только основные латинские буквы и цифры, а внутри слов ещё дефисы.
Впервые идея создания IDN было выдвинута Мартином Дюрстом в декабре 1996 год и воплощена Тань Жуэйквангом и Лёнг Кокъёнгом в 1998 году.
Первоначально нелатинские алфавиты использовались только в написании доменов 2-го и более уровня, при этом домены верхнего уровня были только на латинице. Одни из первых модификаций традиционной латиницы прошли в испаноязычном мире. 21 сентября 2005 года Чили ввела доменные имена с буквой ñ (которую стало возможным использовать уже с конца 2001 года), а также диакритиками. Открытию нелатинских доменов предшествовало желание многих стран сохранить свою уникальную этноязыковую идентичность, а также провести своего рода приватизацию национальных интернет-пространств, что стало реакцией на засилье латиницы, и, в особенности, английского языка в интернете. В этом смысле инициативы по делатинизации доменов были поддержаны антиглобалистским движением. Учитывая американское происхождение интернета, организация ICANN неохотно шла на либерализацию алфавитов в интернете. Отчасти это объяснялось традиционной политизированностью процессов национальной самоидентификации и страхом перед мнимой изоляцией национальных доменов.
После долгих формальных процедур Российская Федерация окончательно получила право на внедрение национального кириллического домена .рф в конце апреля 2010. Тогда же комитет одобрил решение по заявкам на «национализацию» доменов верхнего уровня на арабском языке в трёх других странах Ближнего Востока: Египет, ОАЭ и Саудовская Аравия. В мае 2010 года впервые в интернете появились нелатинские домены верхнего уровня (امارات. — ОАЭ, السعودية. — Саудовская Аравия, مصر. — Египет, .рф — Россия). Причём Российская Федерация стала первой страной с полностью поддерживаемым нелатинским доменом .рф, а на очереди арабские доменные имена, которые также появились, но пока ещё поддерживаются внутренней кодировкой латиницы.
Торжественное открытие кириллического домена произошло 12 мая 2010 года. Только за первые три дня с момента появления домена было зарегистрировано свыше тысячи имён на кириллице. За первые три недели полностью функциональными на территории РФ стали свыше 500 сайтов, в том числе правительство.рф. Однако в первые недели после введения кириллических доменов в России некоторые версии браузеров некорректно отображали введённый в адресную строку запрос: вместо запрашиваемого адреса отображались символы кодировки punycode для домена .РФ. На данный момент все популярные браузеры поддерживают сайты, размещённые на кириллических доменах.
По статистике STAT.REG.RU, в начале марта 2011 года в зоне .рф уже насчитывается 778 298 имён, 424 410 из них делегировано и готово к полноценной работе. По прогнозу Регистратора REG.RU, в первом полугодии 2011 года может быть зарегистрирован миллион доменов .РФ.
Следующим поколением после доменов стран являются языковые домены верхнего уровня. Языковой домен верхнего уровня (англ. Language top-level domain) служит для представления в интернет-пространстве языков мира (напр.: .рус — русский, .укр (українська) — украинский, .eng (english) — английский). Имена доменов содержат буквы (символы) представляемого языка.
В перспективе возможно создание доменов, поддерживающих все основные языки планеты: китайский, корейский, тамильский, греческий, болгарский, тайский, армянский и прочие.

## Полные IDN
Условно IDN можно разделить на частичные (смешанные) (IDN SLD) и полные (IDN TLD).
У частичных IDN национальные символы содержатся только в левой части имени (до точки), у полных — национальные символы содержит также и название домена верхнего уровня. Как пример: тутрусскиесимволы.com — частичный IDN, тутрусскиесимволы.рф — полный IDN. После преобразования в ASCII кодировку они будут иметь вид xn--b1afibhkfrlkadgaoc1m.com и xn--b1afibhkfrlkadgaoc1m.xn--p1ai соответственно.
Идея внедрения полного IDN была окончательно утверждена только в 2010 году. Тогда же появились первые расширения, состоящее из букв местного алфавита — امارات. — ОАЭ, السعودية. — Саудовская Аравия, مصر. — Египет, .рф — Россия.
В России первыми Full IDN стали домены президент.рф и правительство.рф. Их функционирование началось 12 мая 2010 года.
По словам Стефана ван Гельдера (член номинирующего комитета ICANN и директор крупнейшего французского регистратора INDOM), пожалуй, самым успешным примером использования IDN-доменов является домен .РФ. В данный момент в домене насчитывается 845 037 доменных имён, при этом делегировано порядка 70 %, и это число постоянно растёт. Как считает ван Гельдер, немаловажным фактором успеха российского домена является национальное самосознание россиян: по словам одного из экспертов, цитату которого приводит ван Гельдер, «домен .РФ — это предмет национальной гордости». Об этом говорят и цифры: 77% доменных имён в домене .РФ зарегистрировано частными лицами.
Кириллическая зона пока значительно уступает зоне .RU по количеству регистраций; .RU — это первый российский национальный домен, который существует уже почти 20 лет, кроме того, он является более привычным для российского пользователя, и с ним ассоциируется, в первую очередь, сам термин «интернет на русском языке — „Рунет“». Очевидно, что в ближайшее время вряд ли может появиться доменная зона, способная добиться такого же объёма регистраций и узнаваемости среди пользователей.
Всё ещё недоступно в полном объёме применение международных доменных имён в электронной почте. Технический стандарт, благодаря которому это станет возможно, разрабатывается инженерной группой Интернета (IETF).
С 12 января 2012 года международная организация ICANN открыла приём заявок в рамках программы New gTLD по созданию именных доменов первого уровня вида .ГОРОД.